# Mortiers (Charente-Maritime)
Mortiers é uma comuna francesa na região administrativa da Nova Aquitânia, no departamento de Charente-Maritime. Estende-se por uma área de 6,53 km². Em 2010 a comuna tinha 178 habitantes (densidade: 27,3 hab./km²).